# Сент-Альбан (Эн)
Сент-Альба́н (фр. Saint-Alban) — коммуна во Франции, находится в регионе Рона — Альпы. Департамент — Эн. Входит в состав кантона Понсен. Округ коммуны — Нантюа.
Код INSEE коммуны — 01331.

## География
Коммуна расположена приблизительно в 390 км к юго-востоку от Парижа, в 65 км северо-восточнее Лиона, в 22 км к юго-востоку от Бурк-ан-Бреса.

## Климат
Климат полуконтинентальный с холодной зимой и тёплым летом. Дожди бывают нечасто, в основном летом.

## Население
Население коммуны на 2010 год составляло 163 человека.
| 1962 | 1968 | 1975 | 1982 | 1990 | 1999 | 2010 |
| ---- | ---- | ---- | ---- | ---- | ---- | ---- |
| 144  | 138  | 114  | 119  | 122  | 133  | 163  |

## Администрация
| Период | Период | Фамилия          | Партия | Примечания |
| ------ | ------ | ---------------- | ------ | ---------- |
| 1995   | 2008   | Мариз Юйе        |        |            |
| 2008   | 2020   | Беатрис Де Векки |        |            |

## Экономика
В 2010 году среди 88 человек трудоспособного возраста (15—64 лет) 66 были экономически активными, 22 — неактивными (показатель активности — 75,0 %, в 1999 году было 69,2 %). Из 66 активных жителей работали 62 человека (32 мужчины и 30 женщин), безработных было 4 (2 мужчин и 2 женщины). Среди 22 неактивных 11 человек были учениками или студентами, 4 — пенсионерами, 7 были неактивными по другим причинам.

## Достопримечательности
- Феодальный замок Монтаре
- Руины средневекового замка Бош
- Церковь Св. Альбана
- Руины часовни Нотр-Дам-де-Конфор

## Фотогалерея

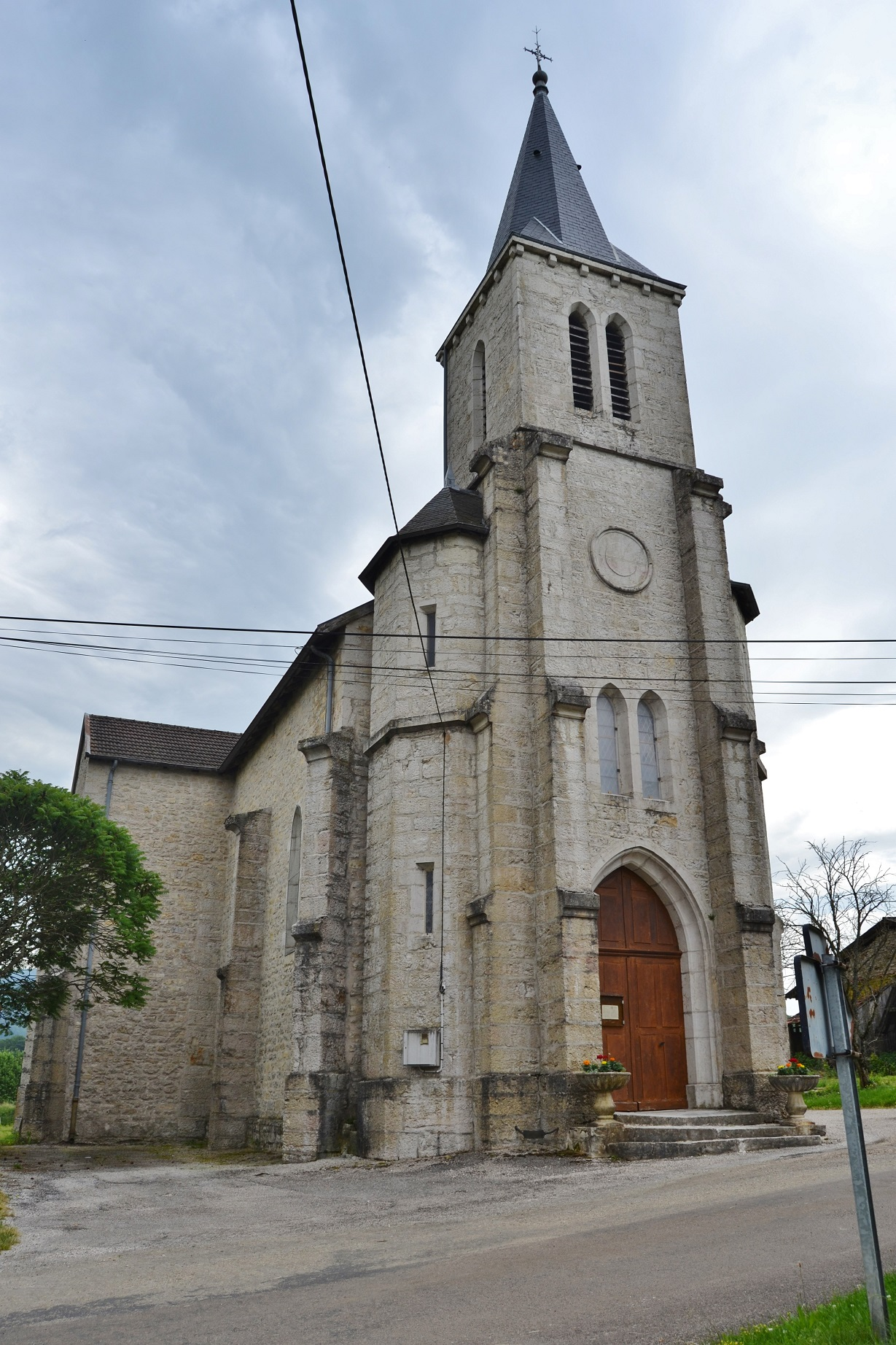
Церковь Св. Альбана
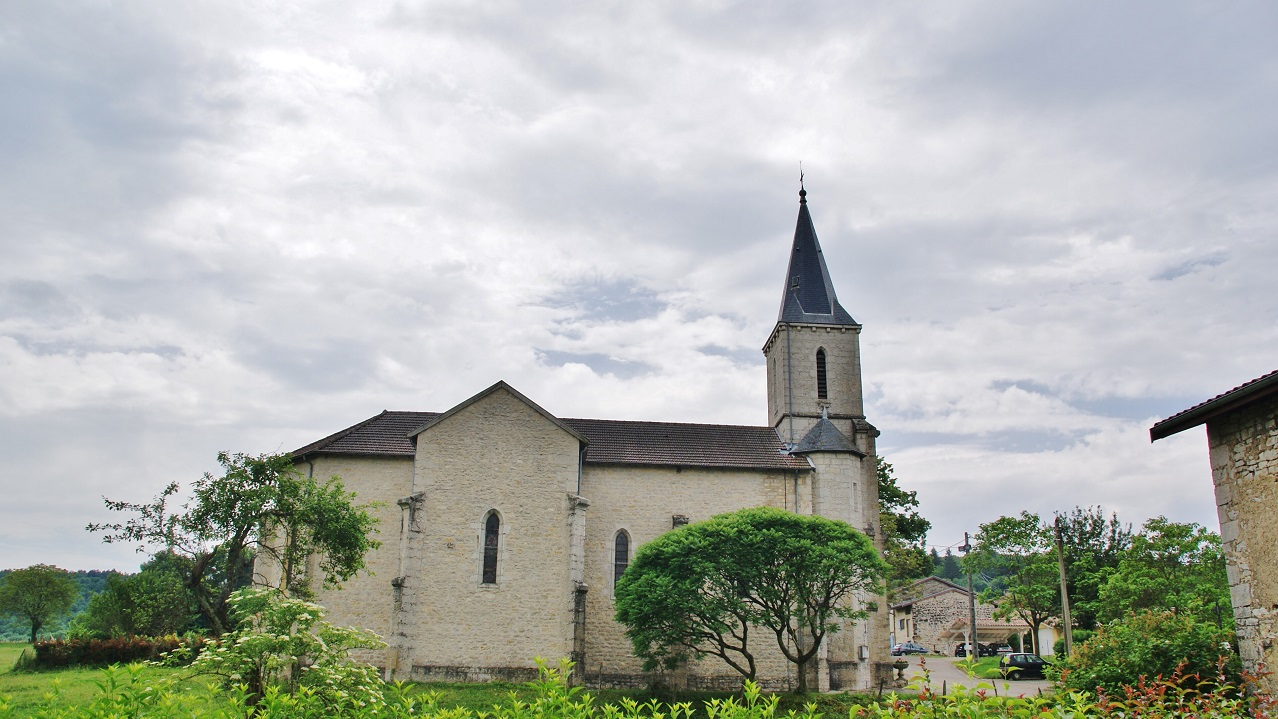
Церковь Св. Альбана
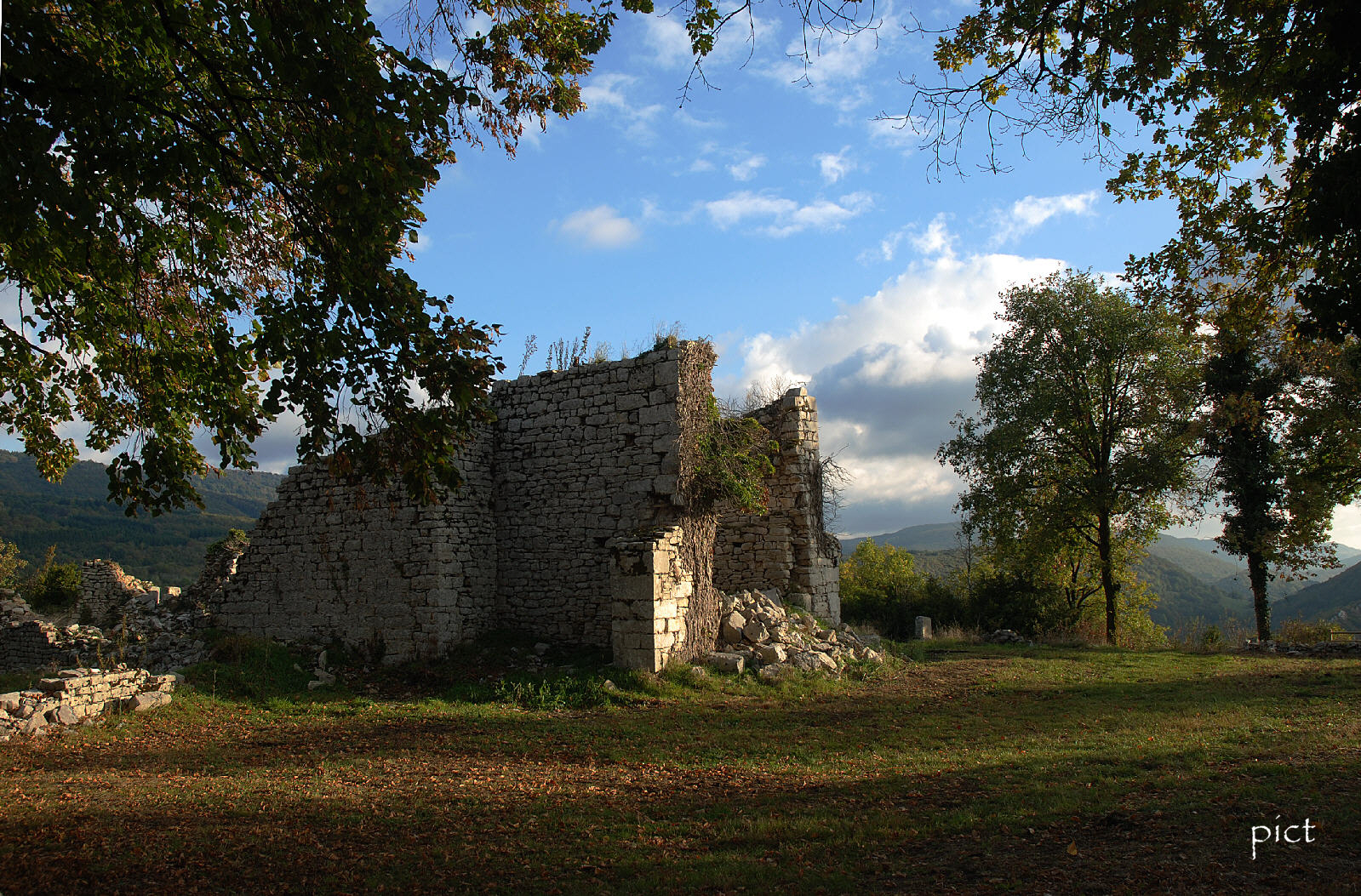
Руины часовни Нотр-Дам-де-Конфор
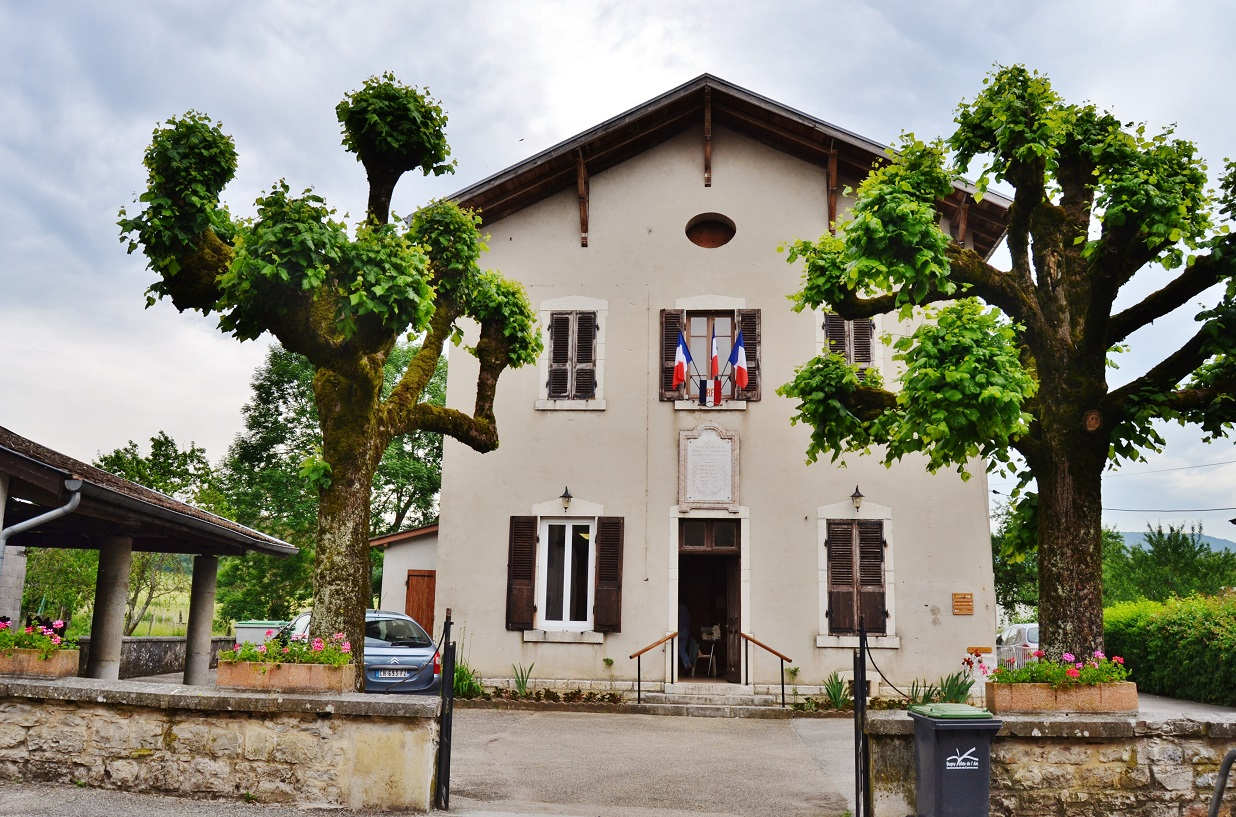
Мэрия
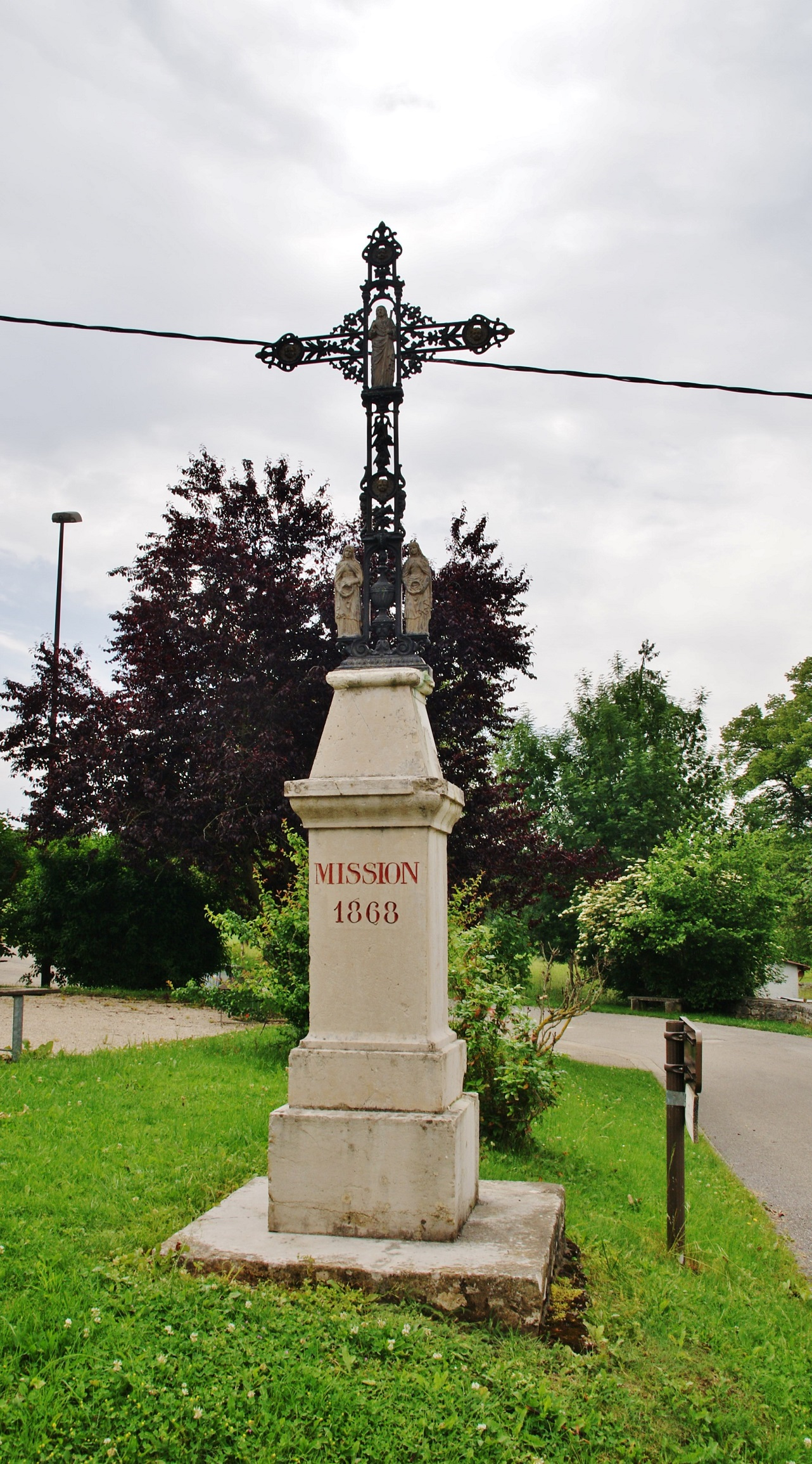
Крест
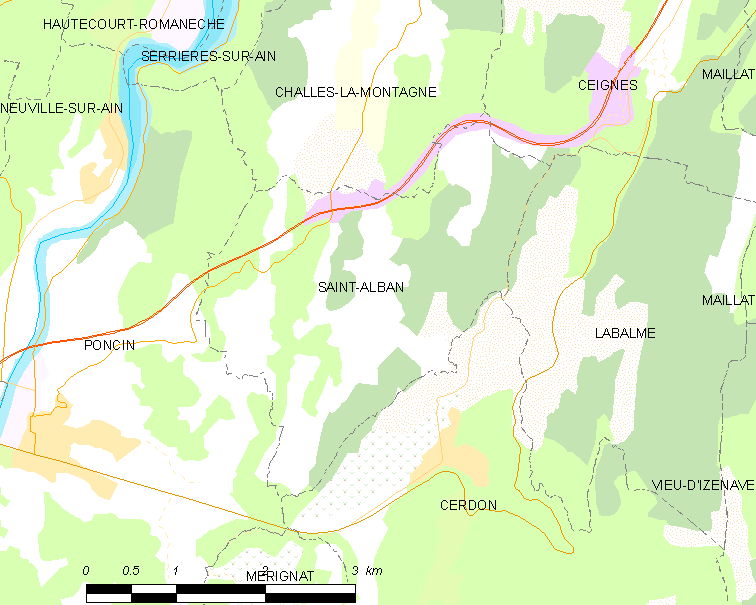
Карта коммуны